# Petra Bauer (Biathletin)
Petra Bauer ist eine ehemalige deutsche Biathletin.
Petra Bauer startete für den WSV Clausthal-Zellerfeld. Bei den Deutschen Meisterschaften im Biathlon 1990 wurde sie im Einzellauf und Sprint Deutsche Meisterin. In der Saison 1990/91 gewann sie vor Katrin Kruschwitz und Sylvia Kaden die Gesamtwertung des Biathlon-Europacups. Ihren größten Erfolg erreichte Bauer bei den Biathlon-Weltmeisterschaften 1992 in Nowosibirsk. Im Jahr der Olympischen Winterspiele von Albertville wurde nur das nichtolympische Mannschaftsrennen ausgetragen. Gemeinsam mit Petra Behle, Uschi Disl und Inga Kesper gewann sie den Titel vor den Mannschaften aus Russland und der Tschechoslowakei.